# 幸田町立坂崎小学校
幸田町立坂崎小学校（こうたちょうりつ さかざきしょうがっこう）は愛知県額田郡幸田町にある公立の小学校。

## 概要
- 長嶺、久保田、坂崎が校区であり、公立中学校に進学する場合は幸田町立北部中学校に進学する[1]。

## 沿革
- 1872年（明治5年）
  - 7月3日 - 郷学校が開校。坂崎村、長嶺村、久保田村、大草村、高力村、上地村の児童が通学する。民家を仮校舎とする。
  - 10月 - 坂崎陣屋[注釈 1]を校舎とする。
- 1876年（明治9年） - 第2大学区第8番中学区第23番小学坂崎学校に改称する。
- 1877年（明治10年） - 整風学校に改称する。
- 1879年（明治12年） - 坂崎学校に改称する。
- 1887年（明治20年） - 尋常小学福岡学校に統合され、尋常小学福岡学校坂崎分教場となる。
- 1889年（明治22年）10月1日 - 坂崎村、長嶺村、久保田村が合併し、坂崎村が発足。
- 1892年（明治25年） - 独立し、坂崎尋常小学校となる。
- 1906年（明治39年）5月1日 - 坂崎村、相見村、深溝村が合併し、広田村（こうだむら）が発足する。
- 1907年（明治40年） - 農業補習学校を併設する。
- 1920年（大正9年） - 校舎を新築する。
- 1931年（昭和6年） - 幸田尋常高等小学校に統合され、幸田尋常高等小学校坂崎分教場となる。
- 1932年（昭和7年） - 坂崎尋常小学校として独立する。
- 1941年（昭和16年）4月1日 - 坂崎国民学校に改称する。
- 1947年（昭和22年）4月1日 - 幸田村立坂崎小学校に改称する。幸田村立幸田中学校坂崎分校を設置する。
- 1949年（昭和24年）1月8日 - 幸田中学校坂崎分校を廃止する。
- 1952年（昭和27年）4月1日 - 幸田村が町制施行し、幸田町（こうだちょう）となる。同時に幸田町立坂崎小学校に改称する。

## 交通アクセス
- JR東海東海道本線相見駅下車、徒歩約20分。
- えこたんバス北ルート「坂崎小学校東」バス停より徒歩約3分。

## 周辺施設
- 愛知県立幸田高等学校
- 幸田町立北部中学校